# Suur Poldilaid
Suur Poldilaid ist eine unbewohnte Insel, 100 Meter von der größten estnischen Insel Saaremaa entfernt. Die Insel liegt in der Landgemeinde Saaremaa im Kreis Saare, in der Bucht Udriku laht im Kahtla-Kübassaare hoiuala.
Suur Poldilaid ist 210 Meter lang und 170 Meter breit.